# Maceió (stad)
Maceió (IPA: [masejˈjɔ]) is een gemeente en stad in Brazilië. Zij is de hoofdstad van de staat Alagoas en telt iets minder dan een miljoen inwoners.
Ten zuidwesten van de stad ligt de Mundaú-lagune en in het zuidoosten grenst de stad aan de Atlantische Oceaan.

## Aangrenzende gemeenten
De gemeente grenst aan Barra de Santo Antônio, Coqueiro Seco, Flexeiras, Marechal Deodoro, Messias, Paripueira, Rio Largo, Santa Luzia do Norte, São Luís do Quitunde en Satuba.

## Cultuur

### Bezienswaardigheden
- Museu Palácio Floriano Peixoto, museum en paleis van de 2e president van Brazilië Floriano Peixoto
- Museu da Imagem e do Som de Alagoas, museum van Beeld en Geluid van Alagoas
- Museu de Arte Pierre Chalita (MAPC), kunstmuseum
- Museu de História Natural da Universidade Federal de Alagoas, natuurhistorisch museum van de universiteit van Alagoas
- Museu do Instituto Histórico e Geográfico de Alagoas (MIHGAL), museum van het historisch en geografisch instituut van Alagoas
- Museu Théo Brandão, museum over antropologie en folklore
- Teatro Deodoro, theater

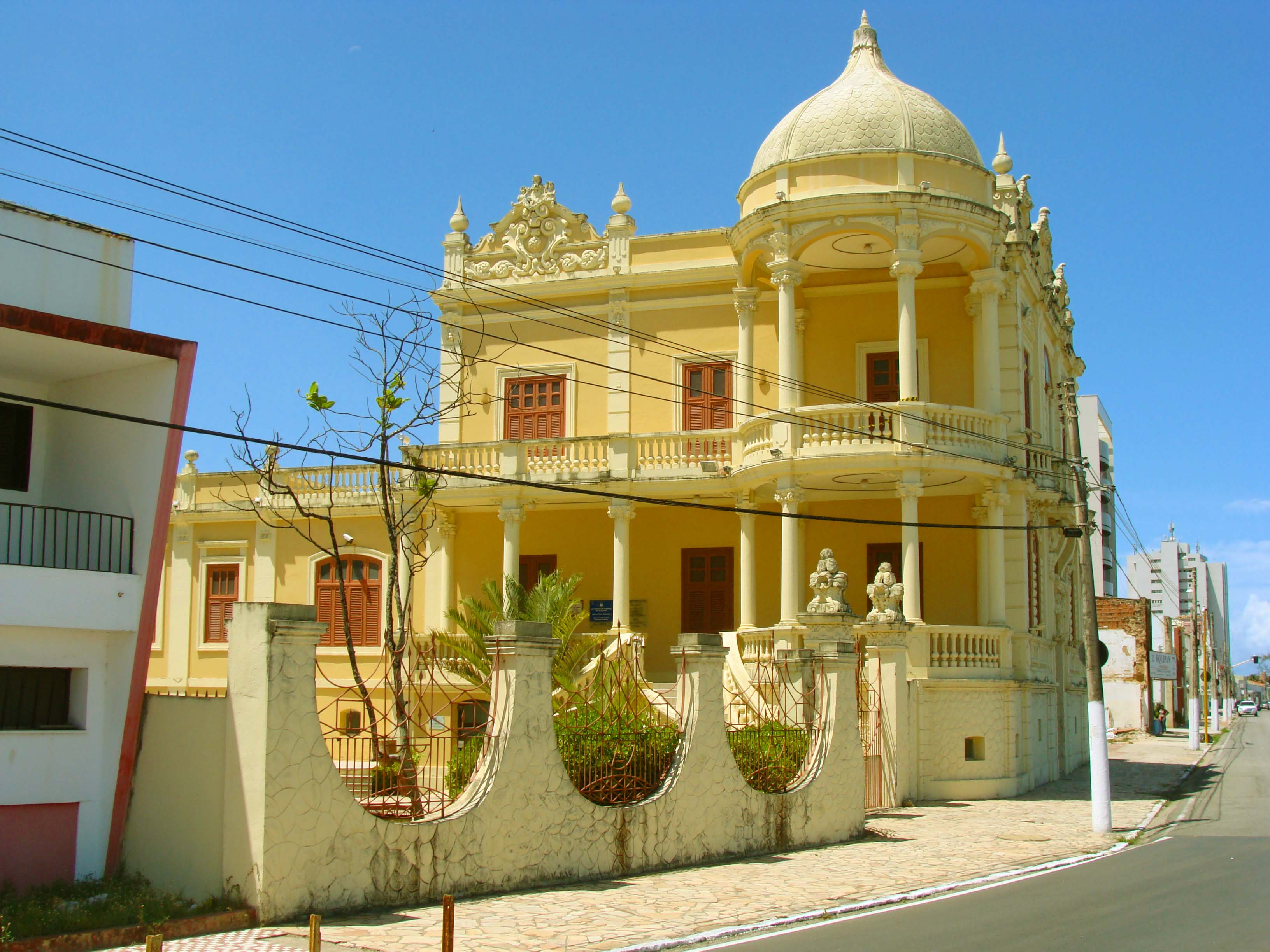
Museu Théo Brandão
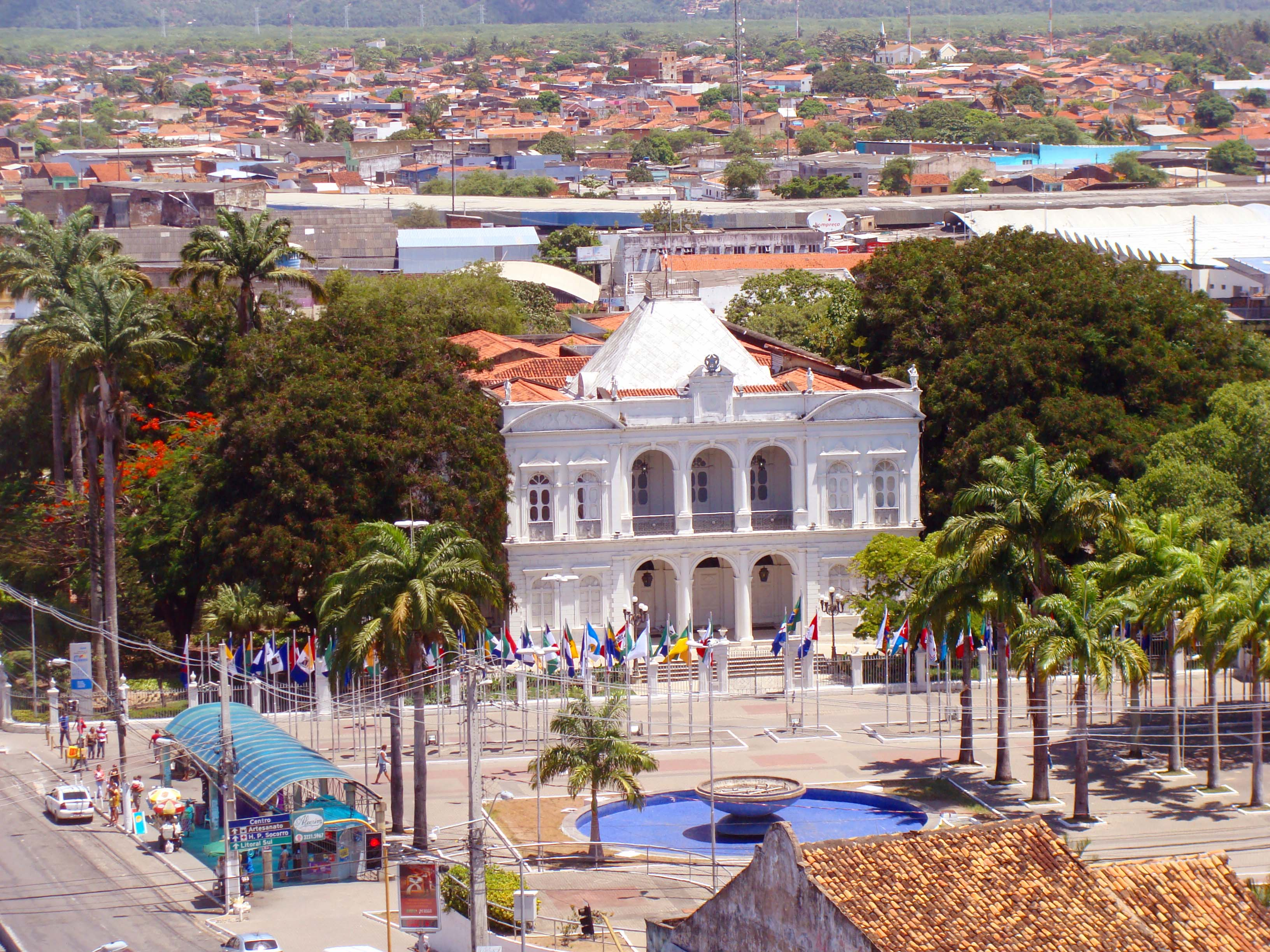
Het paleis Palácio dos Martírios, ook bekend als het museum Museu Palácio Floriano Peixoto

## Verkeer en vervoer
De plaats ligt aan het eindpunt van de noord-zuidlopende weg BR-104 vanaf Macau naar Maceió. Daarnaast ligt ze aan de wegen BR-316, AL-101 en AL105.
Bij de plaats ligt de Luchthaven Zumbi dos Palmares.

## Sport
Centro Sportivo Alagoano, kortweg CSA en het tot CRB afgekorte Clube de Regatas Brasil zijn de belangrijkste voetbalclubs van Maceió. Beide clubs spelen in het naar Pelé vernoemde Estádio Rei Pelé. 

## Stedenbanden
Zustersteden van Maceió:
- Milaan, Italië

## Bekende inwoners van Maceió

### Geboren
- Floriano Vieira Peixoto (1839-1895), militair en president van Brazilië (1891-1894)
- Ipojucan Lins de Araújo, "Ipojucan" (1926-1978), voetballer
- Mário Zagallo (1931-2024), voetbaltrainer en voetballer
- Edvaldo Alves de Santa Rosa, "Dida" (1934-2002), voetballer
- Djavan (1947), zanger, componist en musicus
- Paulo Dantas (1979), gouverneur van Alagoas
- Képler Laveran Lima Ferreira, "Pepe" (1983),  Portugees-Braziliaans voetballer
- Bruno de Barros (1987), atleet
- David Henrique dos Santos, "Manteiga " (1990), voetballer
- Roberto Firmino (1991), voetballer
- Pedro Victor Delmino da Silva, "Pedrinho" (1998), voetballer

## Galerij

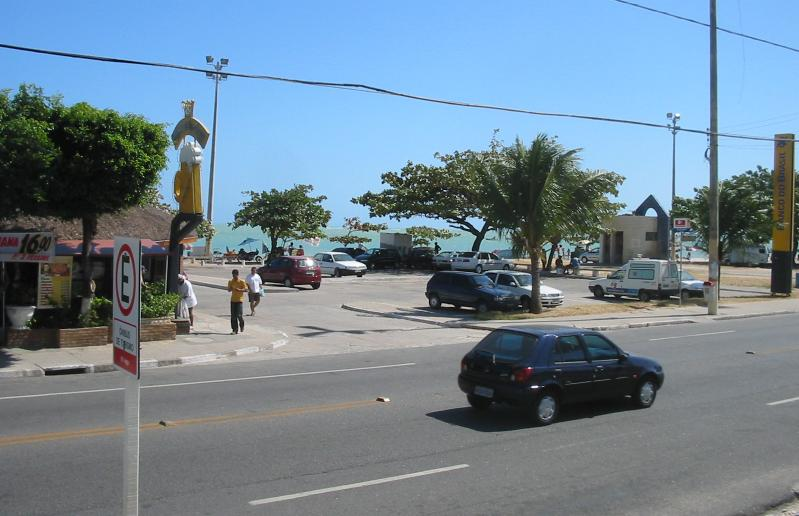